# Mnichowa Kopa
Mnichowa Kopa (ok. 2090 m) – kopulaste wzniesienie w Dolinie za Mnichem w polskich Tatrach Wysokich. Znajduje się w piarżysto-skalistym wale tworzącym północno-wschodnie ograniczenie Zadniej Galerii Cubryńskiej – najwyższego piętra Doliny za Mnichem. Po wschodniej stronie Mnichowej Kopy wał ten wrasta w turniczkę Żelazko w zachodniej ścianie Cubryny, po zachodniej ciągnie się jeszcze na długości ponad 300 m oddzielając Zadnią Galerię Cubryńską od Mnichowego Tarasu. Zaraz po wschodniej stronie Mnichowej Kopy znajduje się w nim płytkie wcięcie Mnichowej Przehyby (ok. 2080 m), spod którego opada Mnichowy Żleb.
Na północny wschód od Mnichowej Kopy ciągnie się piarżysto skalisty grzbiet tworzący orograficznie lewe obramowanie Mnichowego Żlebu. Poniżej Mnichowej Kopy znajduje się w nim Niżnia Mnichowa Przełączka oddzielająca ją od masywu Mnicha (a dokładniej od Ministranta).